# Sojourner Truth
Sojourner Truth (/soʊˈdʒɜːrnər ˈtruːθ/; sinh với tên Isabella [ Belle ] Baumfree; k. 1797 – 26 tháng 11 năm 1883) là một nhà hoạt động bãi bỏ nô lệ và ủng hộ quyền phụ nữ người Mỹ gốc Phi. Truth sinh ra là nô lệ ở Swartekill, hạt Ulster, New York, nhưng đã trốn thoát cùng với đứa con gái sơ sinh của mình vào năm 1826. Sau khi ra tòa để giành lại con trai vào năm 1828, bà trở thành người phụ nữ da đen đầu tiên thắng vụ kiện pháp lý trước một người đàn ông da trắng.
Bà đã đặt cho mình cái tên Sojourner Truth vào năm 1843 sau khi bà tin rằng Chúa đã kêu gọi bà rời khỏi thành phố và tới các vùng nông thôn "làm chứng cho niềm hy vọng ở trong mình". Bài phát biểu nổi tiếng nhất của bà tại Hội nghị Quyền phụ nữ Ohio ở Akron, Ohio vào năm 1851 không được soạn trước. Bài phát biểu được biết đến rộng rãi trong cuộc Nội chiến với tựa đề "Ain't I a Woman?" (tạm dịch: "Tôi chẳng phải là phụ nữ sao?"). Một biến thể của bài phát biểu gốc được viết lại bởi một người khác sử dụng một phương ngữ miền Nam khuôn mẫu, trong khi Sojourner Truth đến từ New York và lớn lên nói tiếng Hà Lan như tiếng mẹ đẻ. Trong cuộc Nội chiến, Truth đã giúp tuyển mộ quân da đen cho Quân đội Liên minh; Sau chiến tranh, bà đã cố gắng không thành công để đảm bảo các khoản trợ cấp đất đai từ chính phủ liên bang cho các nô lệ trước đây (được tóm tắt là lời hứa "bốn mươi mẫu và một con la").
Năm 2014, Truth được đưa vào danh sách "100 người Mỹ quan trọng nhất mọi thời đại" của tạp chí Smithsonian.

## Tuổi thơ

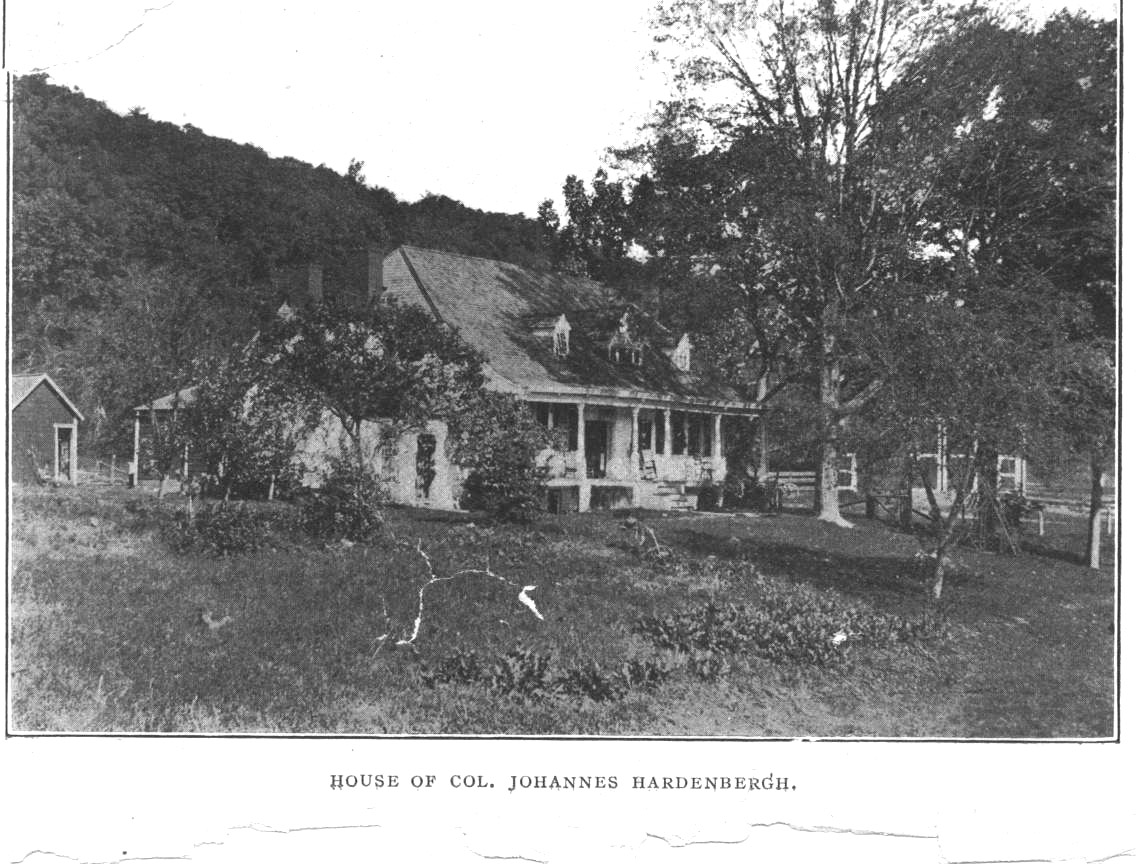
Nhà của Đại tá Julian Hardenbergh

Truth là một trong số 10 hoặc 12 người con của James và Elizabeth Baumfree (hoặc Bomefree). Đại tá Hardenbergh đã mua hai ông bà từ người buôn bán nô lệ và giữ gia đình họ tại điền trang của mình trong một khu vực đồi núi lớn gọi với tên tiếng Hà Lan Swartekill (ngay phía bắc của Rifton ngày nay), tại thị trấn Esopus, New York, 95 dặm (153 km) về phía bắc Thành phố New York. Charles Hardenbergh được thừa hưởng gia sản của cha mình và tiếp tục giữ nô lệ cũ như một phần của gia sản đó.
Khi Charles qua đời vào năm 1806, Truth lúc đó 9 tuổi (được biết đến với cái tên Belle) bị bán đi tại một cuộc đấu giá với một đàn cừu để đổi lại 100 đô la sang chủ mới là John Neely, gần Kingston, New York. Cho đến lúc đó, Truth chỉ nói tiếng Hà Lan. Sau đó, bà mô tả Neely là tàn nhẫn và khắc nghiệt, nói rằng ông ta đánh bà hàng ngày và có lần dùng cả một bó gậy. Năm 1808, Neely bán bà với giá 105 đô la cho chủ quán rượu Martinus Schryver ở Port Ewen, New York. Sau 18 tháng, Schryver bán Truth vào năm 1810 cho John Dumont ở West Park, New York. Mặc dù người chủ thứ tư này đã tử tế với bà, lại có sự căng thẳng giữa Truth và vợ của Dumont là Elizabeth Waring Dumont. Vợ Dumont đã quấy rối Truth và khiến cuộc sống của bà trở nên khó khăn hơn.
Vào khoảng năm 1815, Truth gặp và yêu một người đàn ông nô lệ tên là Robert ở một trang trại lân cận. Chủ của Robert (Charles Catton, Jr., một họa sĩ phong cảnh) đã cấm mối quan hệ của họ; ông không muốn những nô lệ của mình có con với những người mà không phải là nô lệ, vì ông sẽ không được làm chủ của những đứa trẻ đó. Một ngày nọ, Robert lẻn đến gặp Truth. Khi Catton và con trai tìm thấy ông, họ đã đánh đập Robert dã man cho đến khi Dumont can thiệp. Truth không bao giờ gặp lại Robert sau ngày hôm đó và ông chết vài năm sau đó. Trải nghiệm này ám ảnh Truth suốt cuộc đời bà. Truth cuối cùng kết hôn với một người đàn ông nô lệ lớn tuổi tên là Thomas. Bà sinh năm đứa con: James, con đầu lòng chết khi còn nhỏ, Diana (1815), cái thai do bị John Dumont hãm hiếp, Peter (1821), Elizabeth (1825) và Sophia (khoảng 1826), cả ba được sinh ra sau khi bà và Thomas kết hôn.

## Tự do
Năm 1799, Tiểu bang New York bắt đầu lập pháp bãi bỏ chế độ nô lệ, mặc dù quá trình giải phóng những người nô lệ ở New York chưa hoàn tất cho đến ngày 4 tháng 7 năm 1827. Dumont đã hứa sẽ trao cho Truth tự do một năm trước khi nhà nước giải phóng, "nếu bà làm tốt và trung thành." Tuy nhiên, Dumont đổi ý, cho rằng một vết thương ở tay đã khiến bà giảm năng suất. Bà tức giận nhưng vẫn tiếp tục làm việc, quay 100 pound len, để thỏa mãn nghĩa vụ của mình với ông chủ.
Cuối năm 1826, Truth trốn thoát với cô con gái sơ sinh của mình, Sophia. Bà phải bỏ lại những đứa con khác của mình vì chúng không được giải thoát một cách hợp pháp trong lệnh giải phóng cho đến khi chúng phục vụ như những người hầu bị ràng buộc ở tuổi đôi mươi. Sau đó, bà nói "Tôi đã không chạy trốn, vì tôi nghĩ điều đó thật xấu xa, nhưng tôi đã bỏ đi, tin rằng điều đó là ổn."
Bà tìm đường đến nhà của Isaac và Maria Van Wagenen ở New Paltz, người đã nhận bà và em bé. Isaac đề nghị mua bà cho đến hết năm (cho đến khi việc giải phóng nhà nước có hiệu lực), được Dumont chấp nhận với giá 20 đô la. Bà sống ở đó cho đến khi Đạo luật Giải phóng Nhà nước New York được phê duyệt một năm sau đó.
Truth biết rằng con trai bà, Peter, khi đó năm tuổi, đã bị Dumont bán trái phép cho một chủ sở hữu ở Alabama. Với sự giúp đỡ của Van Wagenens, bà đã đưa vấn đề ra tòa và vào năm 1828, sau nhiều tháng tiến hành tố tụng, bà đã lấy lại được con trai bị bắt làm nô lệ của bà. Truth trở thành một trong những phụ nữ da đen đầu tiên ra tòa chống lại một người đàn ông da trắng và thắng kiện.
Trong vòng 10 năm, Truth đã tổ chức và tham gia nhiều buổi nói chuyện, diễn thuyết. 

## Tác phẩm
- Narrative of Sojourner Truth: A Northern Slave (1850).
  - Dover Publications 1997 edition: ISBN 0-486-29899-X
  - Penguin Classics 1998 edition: ISBN 0-14-043678-2. Giới thiệu và ghi chú của Họa sĩ Nell Irvin.
  - University of Pennsylvania online edition (định dạng html, một chương trên mỗi trang)
  - University of Virginia online edition (Định dạng HTML, 207 kB, toàn bộ sách trên một trang)